# Maidières
Maidières är en kommun i departementet Meurthe-et-Moselle i regionen Grand Est (tidigare regionen Lorraine) i nordöstra Frankrike. Kommunen ligger i kantonen Dieulouard som tillhör arrondissementet Nancy. År 2022 hade Maidières 1 495 invånare.

## Befolkningsutveckling
Antalet invånare i kommunen Maidières
| Referens: INSEE |